# 丹尼斯維爾 (緬因州)
丹尼斯維爾（英語：Dennysville）是一個位於美國緬因州華盛頓縣的鎮。

## 人口
根據2020年美國人口普查的數據，丹尼斯維爾的面積為39.58平方千米，當中陸地面積為38.64平方千米，而水域面積為0.94平方千米。当地总人口为300人，人口密度为每平方千米8人。